# Canigiani

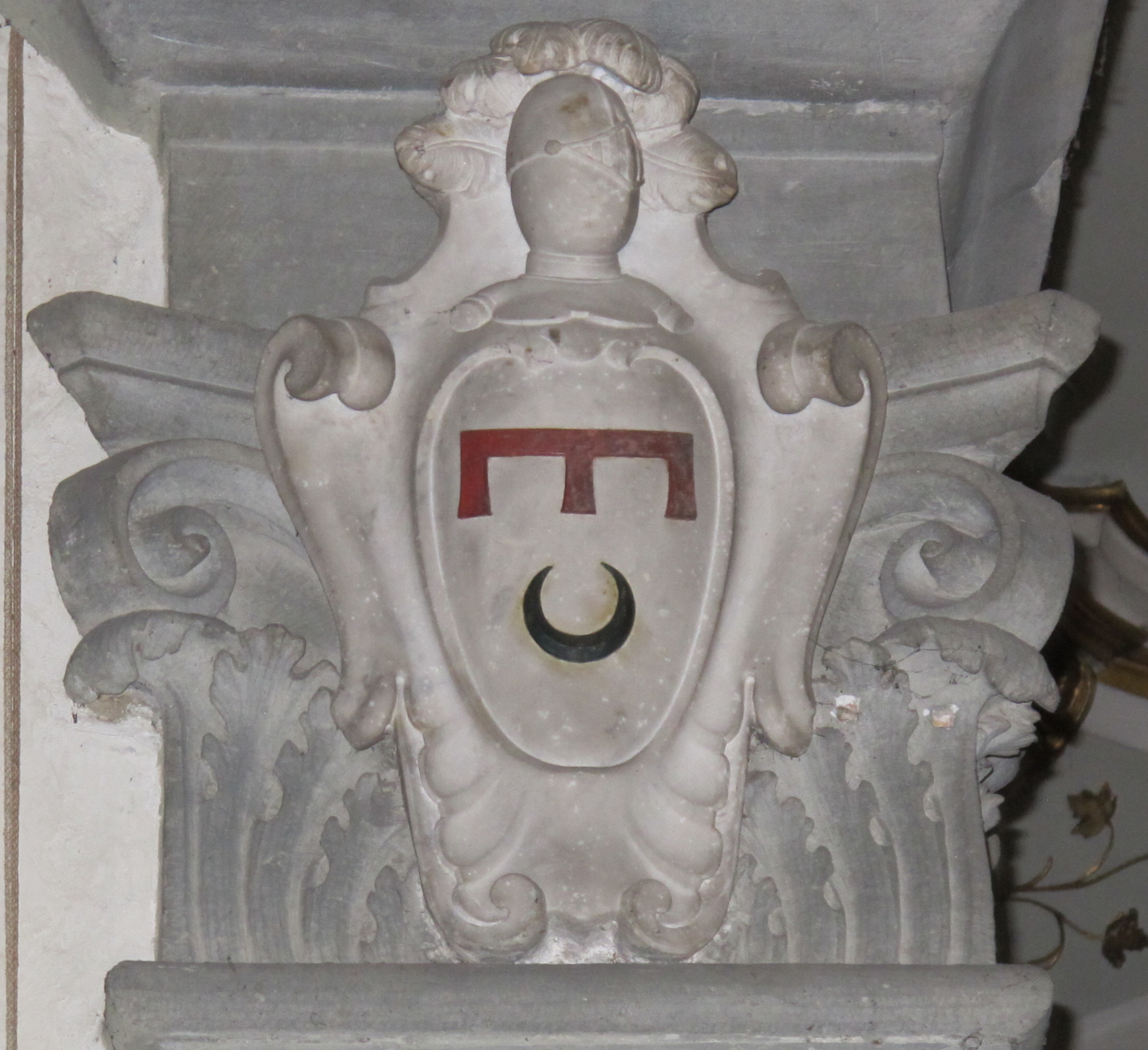
Stemma Canigiani: d'argento al crescente montante di azzurro sormontato da un lambello a tre pendenti di rosso

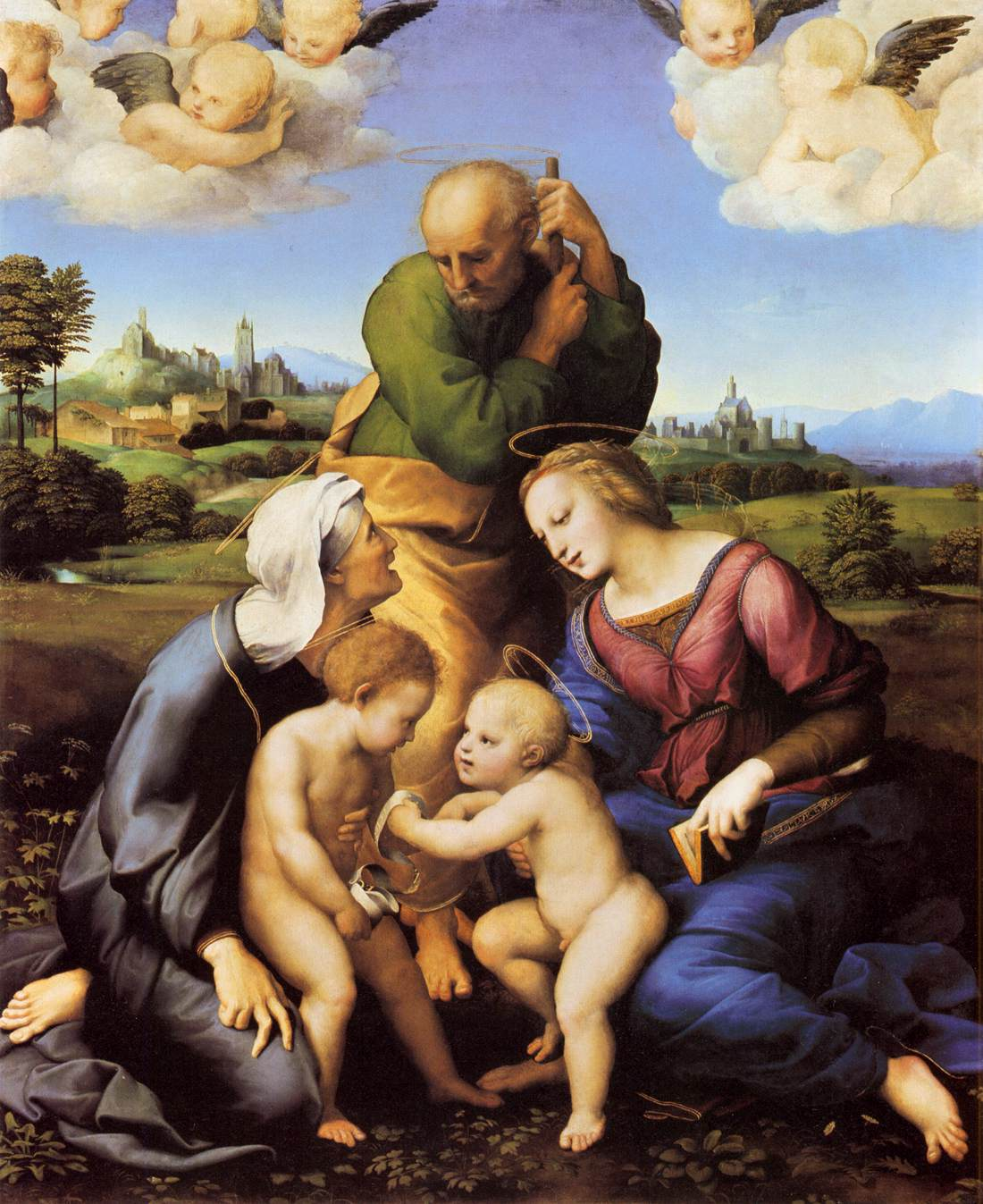
Raffaello, Sacra Famiglia Canigiani

I Canigiani furono una famiglia patrizia di Firenze.

## Storia familiare
Tra le principali guelfe d'Oltrarno, vissero nei "popoli" di San Niccolò Oltrarno, Santa Lucia de' Magnoli e Santa Felicita, subendo un primo esilio dopo la battaglia di Montaperti (1260), in quanto guelfi. Rientrati dopo la battaglia di Benevento (1266), furono mercanti dell'Arte di Calimala e ricoprirono spesso incarichi politici. Nel Trecento erano schierati tra i guelfi Bianchi: Dino Compagni ricordò il capofamiglia, Cece Canigiani, tra i "potenti" che nel 1302 avrebbero dovuto firmare la pacificazione tra le due fazioni. Cacciati dalla città, si rifugiarono nella ghibellina Arezzo, dove una di loro, Eletta, si maritò col notaio Petracco e fu madre di Francesco Petrarca. 
Più tardi si riappacificarono col Comune e poterono rientrare in città. Durante la rivolta dei Ciompi (1378) ebbero le loro case incendiate, assieme a quelle dei Soderini e dei Serragli. Furono alleati dei Medici, per i quali diressero la filiale del Banco mediceo a Londra. Bernardo Canigiani (1524-1604) fu tra i fondatori dell'Accademia della Crusca. Nel Settecento ottennero il titolo di marchesi. 
Vissero a palazzo Canigiani, già Bardi-Larioni, ed ebbero il castello il Palagio, il castello di Volpaia e altri possedimenti a Villamagna, al Galluzzo, a San Martino alla Palma e a San Felice a Ema. In quest'ultima località tennero il patronato della chiesa di San Felice.
L'ultimo erede Giovanni Ippolito Ottaviano ebbe un'unica figlia Vittoria (-1826) che sposò Tommaso (1789-1882) di Giovanni Giugni. Purtroppo Vittoria muore nel dar luce ad un figlio che muore anch'esso poco dopo. Le sue sostanze vanno alla cugina Cristina di Vieri de' Cerchi. Tommaso, avendo rinunciato alla sua eredità in favore dei fratelli, rimase a vivere con la suocera che lo fece sposare in seconde nozze nel 1833 proprio con Cristina (1808-1848), che insieme ad Alessandro e le sorelle Maria Luisa e Umiliana, erano gli ultimi eredi di questa antica famiglia. Tommaso e Cristina ebbero 4 figli: Giovanni (1834-1905), che sposerà Bernardina Serafine d'Eskeles (1844-1879), Vieri (1836-1922), Vittoria (1838-?) che sposerà Ottaviano Naldini, e Eletta (1839-1919) che sposò Luigi Capponi. Alessandro de' Cerchi non si sposò e alla morte della sorella divenne tutore dei nipoti a cui lasciò il patrimonio. Non volendosi perdere i legami storici con queste due storiche famiglie per le regole genealogiche, il granduca concesse a Tommaso di aggiungere i due cognomi al suo e di inquartare gli stemmi nel proprio (1855).
Il marchese Vieri adottò il pronipote Recco Capponi a cui lascerà beni e il titolo di marchese Giugni Canigiani de' Cerchi. Recco a sua volta trasmetterà il titolo al nipote Neri, figlio del fratello Ferrante Capponi.

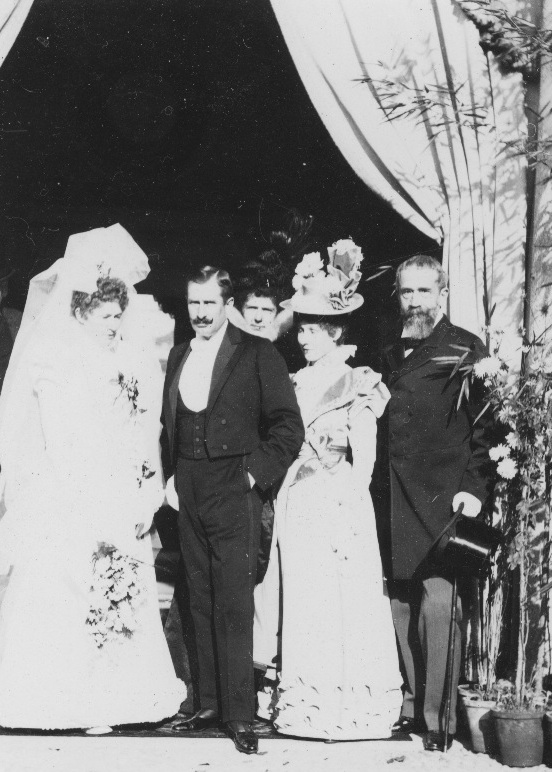
Il marchese Vieri Giugni Canigiani de' Cerchi (ultimo a destra) al matrimonio del nipote Piero Capponi (1861-1940) nel 1897, figlio della sorella Eletta, nel 1897. Si riconoscono da sinistra la sposa Luisa Vonwiller (1864–1947), la contessa Teresa Capponi (1859–1911) e la sorella della sposa Dora Vonwiller (1876-1953). (Archivio famiglia conti Capponi alle Rovinate, Firenze - Fondo fotografico)

## Mecenatismo
Furono committenti di Cosimo Rosselli, di Andrea del Sarto (Dossale dei quattro santi, agli Uffizi) e di Raffaello: a Firenze, per Domenico Canigiani, l'urbinate dipinse la Sacra Famiglia Canigiani, oggi all'Alte Pinakothek di Monaco, eseguita per le nozze con Lucrezia Frescobaldi nel 1507; allo stesso artista fu commissionata la Madonna del Cardellino in occasione delle nozze tra Lorenzo Nasi e Sandra di Matteo Canigiani.

## Stemma
D'argento, al crescente rosso con in capo un lambello. Il crescente è tradizionalmente legato alle origini fiesolane della famiglia, mentre il lambello indica la fedeltà alla parte guelfa e alla casa reale francese.

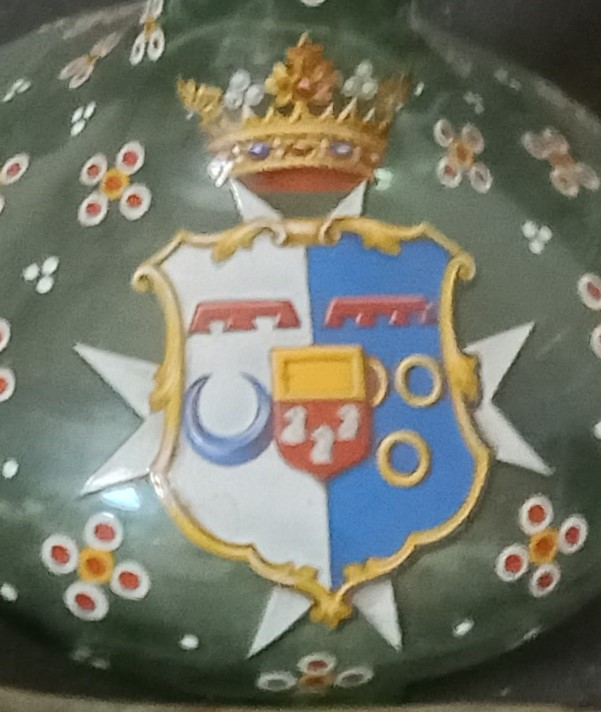
Arme inquartate delle famiglie Giugni, Canigiani e de' Cerchi sormontate dalla corona marchesale (Archivio storico famiglia Conti Capponi alle Rovinate, Firenze "Fondo Cristalli")